# Джалал Але Ахмад
Джалал Але Ахмад (перс. جلال آل احمد; *2 грудня 1923, Тегеран — †9 вересня 1969, Асалем, Іран) — іранський письменник, публіцист і громадський діяч, критик «євроцентризму».

## Життєпис
Джалал Але Ахмад народився у реліґійній сім'ї. Після початкової школи працював підмайстром у годинникаря і торговця маслом на базарі, а ввечері навчався у вечірній школі. На момент завершення другої світової війни (1939-1945), підчас якої Іран був окупований військами Союзників, Ахмад закінчив філолоґійний факультут Тегеранського університету та працював вчителем у середній школі. У цей період він познайомився з марксизмом і став активістом Народної партії Ірану (ТУДЕ), одночасно входячи до гуртка реліґійного оновлення «Анджомане еслах».
Незабаром Ахмад почав працювати журналістом і друкуватися у журналалах «Мардом» і «Махнамейє мардом», ґазеті «Рахбар». Вийшли перші збірки його оповідь і статей «Зустрічі» (1945) й «Чому ми страждаємо?» (1946). На початку 1950-х Ахмад був учасником Національного фронту, створеного Мохаммедом Мосаддиком (1882-1967), і був членом партії «Третя сила». Державний переворот (1953) і поразка Мосаддика стали тяжким ударом по іранському національно-демократичному руху, після чого Ахмад відійшов від партійної політики, але продовжував виступати як публіцист.
1954 року вийшов його роман «Історія вуликів», що в ньому автор переосмислив недавню боротьбу іранців за свої нафтові багатства (образ бджіл, відчужених від створюваного ними меду), 1958 року — збірка літературно-критичних статей «Три нові статті» і повість «Директор школи», що містили нищівну критику системи шкільної освіти.
Коли 1960 року в щомісячнику «Кейхане мах» з’явилась перша глава його книги «Західництво» (або «Преклоніння перед Заходом»), журнал був заборонений на півроку. Книга вийшла друком нелєґально 1962 року. Того ж року Ахмад їздив від міністерства просвіти до Західної Європи вивчати тамтешній досвід видання підручників. 1964 року відвідав СРСР (VII Міжнародний конґрес етноґрафів у Москві), 1965 — США (літній літературно-політичний семінар у Гарварді). Помер від серцевого нападу у власному будинку.

## Ідейна спадщина
Ісламська концепція антизахідництва, розроблена Ахмадом у «Західництві», містить у собі характерні протиріччя і вади войовничого консервативного ісламського націоналізму. Ахмад звертає свій погляд до реліґії і бачить єдиний вихід для країни у відродженні політичної ролі раннього шиїзму та морального авторитету ісламу. Аналізуючи причини економічної, політичної та культурної залежности Ірану від імперіялістичного Заходу, Ахмад трактує «західництво» як соціяльне захворювання, епідемію, що вразила всі галузі життя країни й уми нації. Катастрофічна відсталість і деґрадація Ірану пояснюються насамперед розмірами та глибиною «західництва». Шахський режим для Ахмада є перш за все провідником західного, розтлінного впливу, а Захід — втіленням «диявольської машинізації, що вбила власну цивілізацію».
Захід гниє, його губить засилля техніки, що вихолощує в людині духовний початок і цілісне сприйняття зовнішнього світу. Перевага Сходу полягає у реліґійному почутті, нерозчленованій свідомості, що рятують особистість від уніфікації і перетворення на додаток до машини. Ахмад закликає закритися від Заходу, а потрібні технічні та наукові навички отримувати з таких країн, як Японія та Індія.
Траґедія країн, що розвиваються, таких як Іран, вважає Ахмад, полягає не просто в їхній відсталості, а в істнуванні у них ілюзії, буцімто відставання можна ліквідувати за допомогою сліпого копіювання західних моделей. Але підпорядкування Заходу, орієнтація на його тип розвитку обумовлюють не тільки економічну залежність, а й політичне безсилля і духовно-культурну неспроможність. Ахмад виступає за історичну творчість на основі національних соціокультурних коренів.
Він різко критикує інтелєктуалів за їхнє поголовне «преклоніння перед Заходом» і говорить про «зраду інтелєктуалів». І в Ірані, і в інших країнах Азії й Африки «західництво» відповідальне за те, що людство розділено на два світи — розвинений і відсталий, багатий і бідний. Хоча основну увагу в книжці приділено критиці шахського режиму та впливу імперіялізму на Іран, Ахмад так само безжальний і до середньої буржуазії, позбавленої, на його думку, сміливости, ініціятиви та життєздатности. Соціяльний песимізм Ахмада змушує його оглядатися назад і шукати рішень щодо майбутнього країни в минулому.
Усвідомлюючи відсталість своєї батьківщини, Ахмад відкидав і всю ірананську культурну традицію, вважаючи її мертвим вантажем: вона не породила жодної конструктивної моделі розвитку. Просякнута антимонархічним і антиімперіялістичним пафосом, книжка Ахмада малює емоційно насичену картину кризи влади, що мимоволі підводить читача до висновку про неминучість і необхідність революційного перевороту. Цей переворот має повернути шиїтському духовенству владу над народом і державою і у такий спосіб звільнити іранське суспільство від описаних негараздів. Ахмад показує, що шахський режим надіється на зв'язки із західним капіталом і спирається на допомогу імперіялістичних блоків, а для управління країною, для проведення податкової, фінансової й аґрарної політики використовує апарат насильства — поліцію й армію. Те саме завдання — виховання покірних громадян — виконує офіційна культура та система освіти, що свідомо орієнтують особистість на запозичені, чужі народу цінності.
Позитивна проґрама Ахмада спиралася на слабке «озахіднення» іранського суспільства — воно ще не зруйноване «механістичною» буржуазною цивілізацією. Ми, писав Ахмад, ще по-справжньому не знайомі з машиною, ми ще не відчуваємо на собі її випливу, що примусово реґляментує життя инших. Вихід для іранців полягає у поверненні до «витоків», до коріння, до ісламської реліґійної мудрості, до шиїзму як фундаменту іранського націоналізму. Ахмад вважав помилкою духовенства його  угодовська позиція по відношенню до влади. Відступ реліґії після революції 1905-1911 рр. є стратеґічним прорахунком, що полегшив проникнення в Іран західного імперіялізму та його впливу на країну. Вихід з кризи Ахмад бачив у створенні єдности реліґійної і політичної влади. Ці ідеї великою мірою були втілені на практиці Ісламською революцією в Ірані (1978-1979).

## Головні твори
- Історія вуликів (1954).
- Західництво (1962).
- Інтелектуали — слуги та зрадники (1977).